# Unité urbaine de Pouillon
L'unité urbaine de Pouillon est une unité urbaine française centrée sur la ville de Pouillon dans le département des Landes.

## Données globales
En 2010, selon l'INSEE, l'unité urbaine de Pouillon est composée de cinq communes. Elle représente un pôle urbain de l'aire urbaine de Dax.

### Communes
Liste des communes appartenant à l'unité urbaine de Pouillon selon la nouvelle délimitation de 2010 et sa population municipale en 2010 (liste établie par ordre alphabétique) :
| Nom             | Code Insee | Statut | Superficie (km2) | Population (dernière pop. légale) | Densité (hab./km2) |
| --------------- | ---------- | ------ | ---------------- | --------------------------------- | ------------------ |
| Bénesse-lès-Dax | 40035      |        | 5,89             | 582 (2022)                        | 99                 |
| Gaas            | 40101      |        | 9,13             | 471 (2022)                        | 52                 |
| Misson          | 40186      |        | 14,69            | 834 (2022)                        | 57                 |
| Pouillon        | 40233      |        | 49,74            | 3 151 (2022)                      | 63                 |
| Saint-Pandelon  | 40277      |        | 9,18             | 728 (2022)                        | 79                 |

## Évolution démographique
L'évolution démographique ci-dessous concerne l'unité urbaine selon le périmètre défini en 2010.
| 1968  | 1975  | 1982  | 1990  | 1999  | 2009  | 2014  | 2016  | 2021  | - |
| ----- | ----- | ----- | ----- | ----- | ----- | ----- | ----- | ----- | - |
| 4 407 | 4 302 | 4 412 | 4 571 | 4 798 | 5 274 | 5 524 | 5 581 | 5 706 | - |

### Articles externes
- L'unité urbaine de Pouillon sur le splaf Landes